# Arcibiskupské gymnázium v Kroměříži
Arcibiskupské gymnázium v Kroměříži (používané zkratky AGKM a AG, hovorově Ágéčko) je katolické gymnázium se všeobecným zaměřením. Sídlí v Pilařově ulici poblíž Velkého náměstí v Kroměříži, mezi kostelem sv. Mořice a Arcibiskupským zámkem. Jeho cílem je vzdělávat a vychovávat studenty v souladu s křesťanskými hodnotami. Nabízí čtyřleté a šestileté studijní programy. Škola má vlastní internát a školní jídelnu. Působí při ní sbor AVE. Druhým arcibiskupským gymnáziem v Česku je Arcibiskupské gymnázium v Praze.

## Historie
Arcibiskupské gymnázium bylo založeno olomouckým arcibiskupem Bedřichem z Fürstenberka v roce 1854. Původně nešlo o gymnázium, ale o chlapecký seminář, tedy středoškolskou internátní přípravku ke studiu v semináři kněžském, a většina výuky (vyjma jazyků a teologie) probíhala na piaristickém gymnáziu (někdy se tak můžeme setkat s označeními malý seminář – odtud přezdívka seminárka, užívaná pamětníky pro jeho původní budovu – nebo dokonce utrakvistický [tzn. dvojjazyčný] pacholecí seminář arcibiskupský, jak AG za časů pozdního Rakousko-Uherska označuje kroměřížský městský historik František Václav Peřinka). Podíl mimokonviktové výuky byl postupně snižován jejím přesunem do vlastního ústavu či případně převedením na formu organizovaného domácího studia v nižších ročnících, ovšem až do roku 1911 ukončovali studenti své studium maturitami na jiných školách, zpravidla na místním německém státním gymnasiu, kam přecházeli ze seminární školy počínaje septimou. Na Arcibiskupské gymnázium byl ústav přeměněn v roce 1910[zdroj?] (koncem školního roku 1909/10 měl podle Peřinky tento ústav, jejž ještě označuje jako utrakvistický pacholecí seminář, 286 chovanců), o rok později získal status veřejné školy. Studium na něm zůstalo vyhrazeno pouze chlapcům.
Škola byla původně dvojjazyčná (s převahou českých studentů), v roce 1919 se z příkazu ministerstva školství změnila na českou (němečtí učitelé a studenti odešli do nově zřízeného chlapeckého semináře v Bruntálu). AG se postupně vypracovalo v uznávanou školu olomoucké arcidiecéze, vzdělávající budoucí kněze a katolickou inteligenci.
V roce 1942 okupační úřady gymnázium uzavřely a jeho budovy zabral wehrmacht, v roce 1943 pak bylo zrušeno. V roce 1945 bylo obnoveno a znovuotevřeno, v roce 1948 je však komunisté zestátnili a v roce 1950 zrušili. Za socialismu a krátce po Sametové revoluci v jeho prostorách sídlila střední ekonomická škola (od roku 1950 do roku 1992), v prvním roce znovuobnovení AG (1991–92) tak v budově fungovaly obě školy vedle sebe.
V roce 1991 bylo Arcibiskupské gymnázium slavnostně znovuotevřeno z iniciativy svého bývalého žáka, arcibiskupa Vaňáka. Nově otevřená škola byla přístupná i dívkám, nicméně protože se předpokládalo, že jeho žáci budou zdrojem nových adeptů kněžství, byl stanoven poměr dvou přijatých chlapců na jednu dívku.[zdroj?] Původně též arcibiskupství udělilo škole privilegium, že její studenti nemusejí před vstupem do kněžského semináře absolvovat jinak povinný roční pobyt v teologickém konviktu. Obě výše zmíněné zvláštnosti však byly ještě v průběhu 90. let zrušeny - jednak se ukázalo, že zájemců o kněžské povolání není mezi studenty ani zdaleka tolik, kolik se očekávalo, jednak arcibiskupství došlo k názoru, že studium na AG nemůže pobyt v konviktu patřičně nahradit. V roce 2005 tvořily dívky asi 2/3 všech studentů.

## Sídlo školy

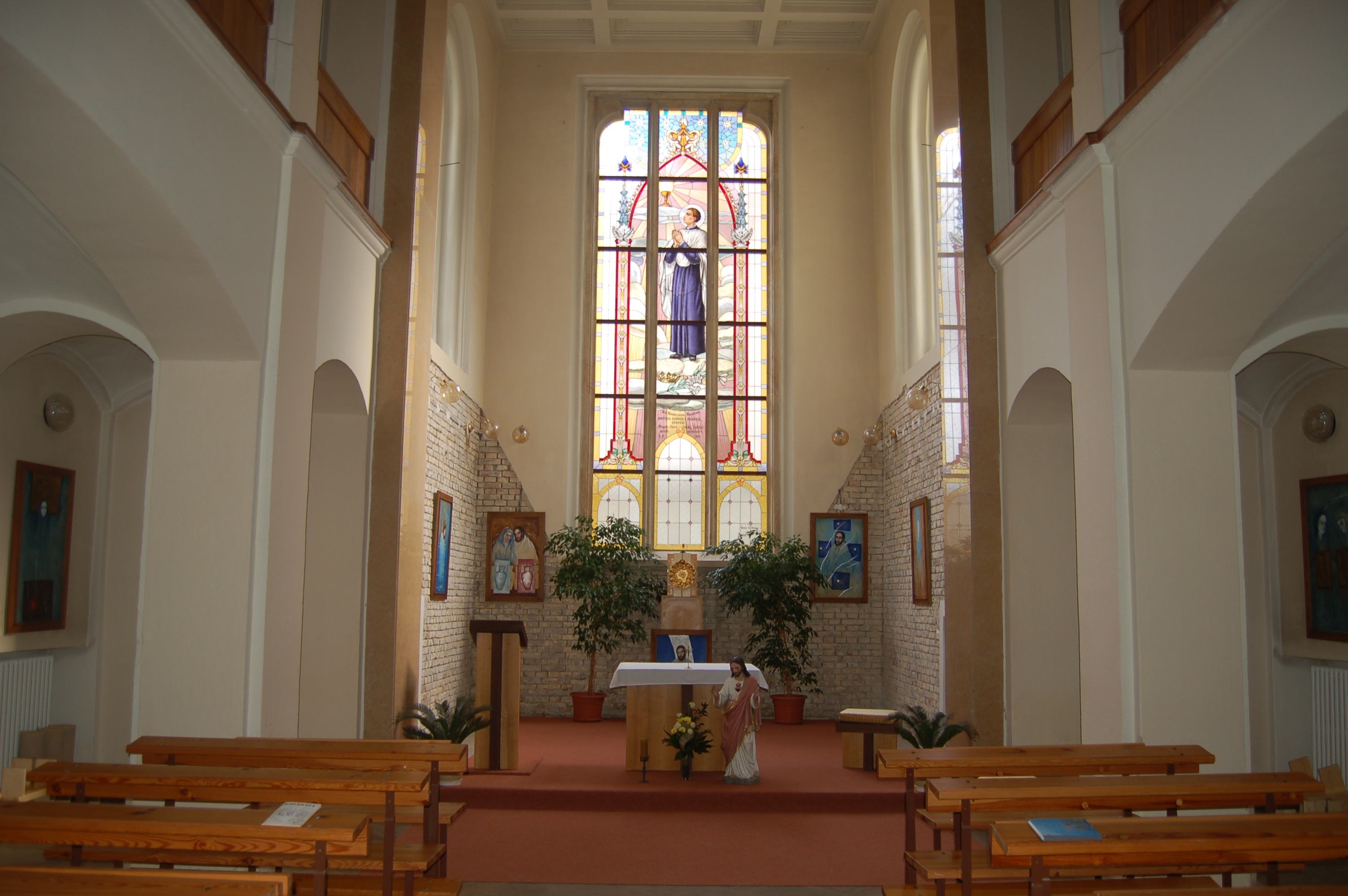
Kaple svatého Stanislava Kostky

Sídlo Arcibiskupského gymnázia se nachází v Pilařově ulici, mezi Mlýnskou branou a kostelem sv. Mořice, a sestává z mohutné hlavní dvoupatrové budovy a menší přístavby. Hlavní budova má tvar osmičky položené na ose JZ-SV. V jejích smyčkách jsou umístěny dva školní dvory. Větší severovýchodní dvůr je umenšen malou tělocvičnou a zbytek zabírá tenisový kurt, jihozápadní dvůr je určen k běžnému vyžití studentů a zahrnuje několik stolů na stolní tenis a volejbalové hřiště.

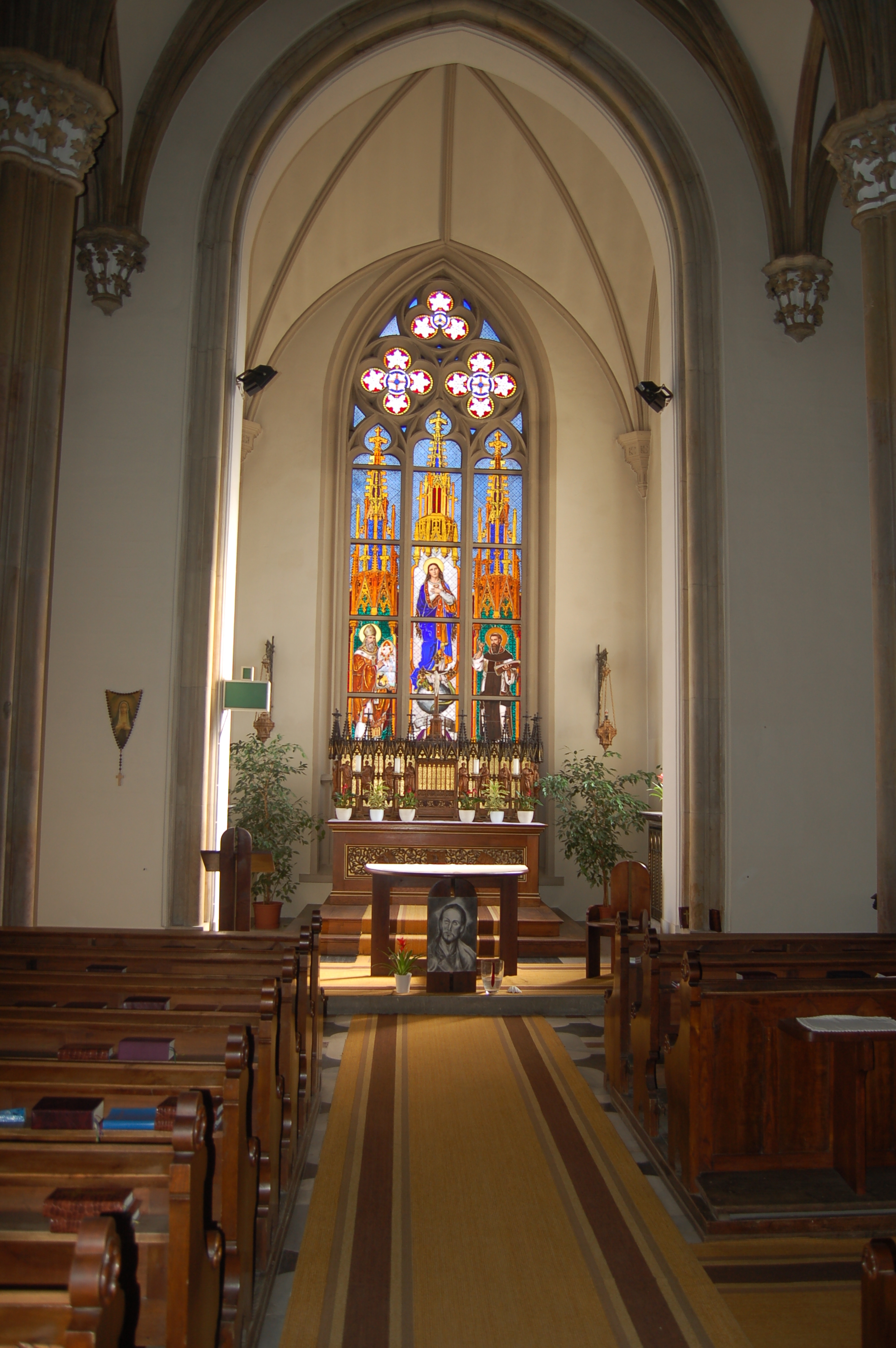
kaple Neposkvrněného početí Panny Marie

Hlavní vchod do budovy se nachází uprostřed jihovýchodní části severovýchodního křídla. Uprostřed téže části jihozápadního křídla jsou nad sebou vystavěny obě školní kaple: moderně upravená Kaple svatého Stanislava Kostky (tzv. „Dolní kaple“) v přízemí a novogotická kaple Neposkvrněného početí Panny Marie (tzv. „Horní kaple“) ve druhém patře.
Přístavba je vybudována při přepažení osmičky na jihovýchodní straně budovy a nachází se v ní například školní kuchyně a jídelna. Ke škole náleží dvě zahrady (jedna oplocená při jihozápadní hraně hlavní budovy, druhá sevřená mezi hlavní budovu, přístavbu a kostel sv. Mořice) a malý oplocený parčík před vchodem.

## Výuka

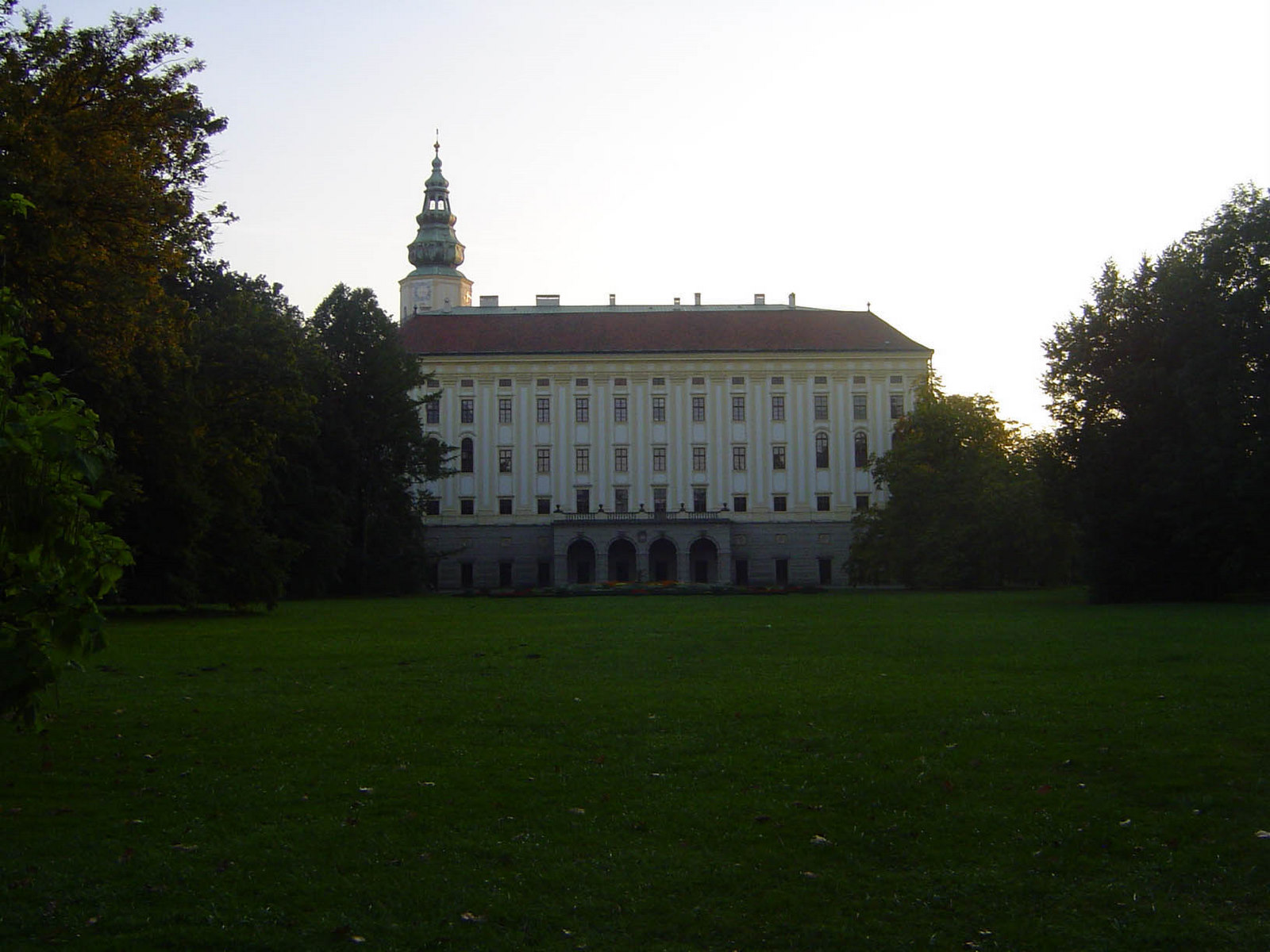
Podzámecká zahrada poskytuje příležitost ke studiu mnoha bylin a především stromů. Zde pohled z ní na Arcibiskupský zámek Kroměříž.

Škola poskytuje gymnaziální vzdělání všeobecného a humanitního zaměření. Otevírá 18 tříd: 6 tříd šestiletého gymnázia (prima až sexta) a 12 tříd čtyřletého gymnázia (A-C v každém ročníku). Součástí výuky jsou povinné hodiny náboženství (1–2 hodiny týdně) a možnost studovat latinu. Personální podmínky, kvalita materiálně-technického vybavení i úroveň výuky Česká školní inspekce hodnotí jako velmi dobré (tj. nadprůměrné).
Výuka biologie může těžit z blízké Podzámecké zahrady, která poskytuje ideální podmínky pro výuku botaniky a dendrologie.

## Mimo výuku

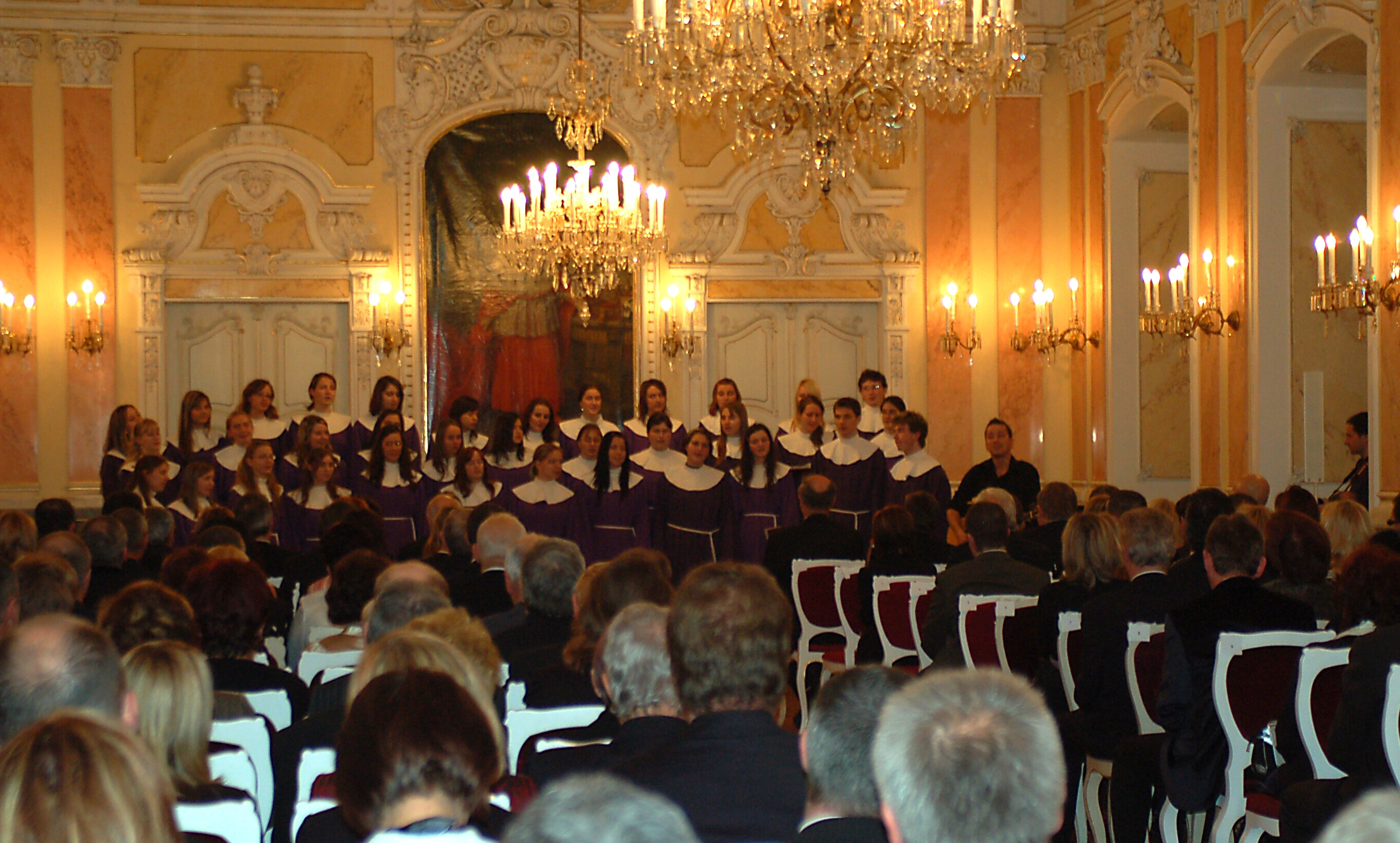
Sbor AVE při vystoupení v Olomouci s Petrem Bendem (2008)

Na škole studují studenti z celé České republiky. Pro ně má škola internát umístěný v prvním a druhém patře hlavní budovy, který ve školním roce poskytuje studentům ubytování od neděle večer do pátku odpoledne. Při škole a internátu působí spirituál, kterým je v současné době Petr Káňa. Pro studenty ubytované na internátu je zde k dispozici volnočasová pedagožka Patricie Leskovanová. V Kapli svatého Stanislava Kostky probíhají jednak různé kulturním akce, jednak se v ní studenti o velké přestávce modlí desátek růžence. Ve druhém patře v novogotické kapli Neposkvrněného početí Panny Marie pravidelně probíhají Mše svaté pro studenty.
Studentský pěvecký Sbor AVE vedený Mgr. Františkem Mackem a jeho synem Filipem získal řadu ocenění z mezinárodních koncertů a festivalů duchovní hudby je považován za jeden z nejlepších studentských pěveckých sborů této kategorie v České republice. 
Vystupuje též na řadě významných církevních akcích jako jsou Národní pouť na Velehradě či jako bylo setkání papeže Jana Pavla II. s věřícími na Svatém Kopečku v roce 1995. Od září 2016 převzal otěže vedení sboru Mgr. Michael Korbička, Ph.D.

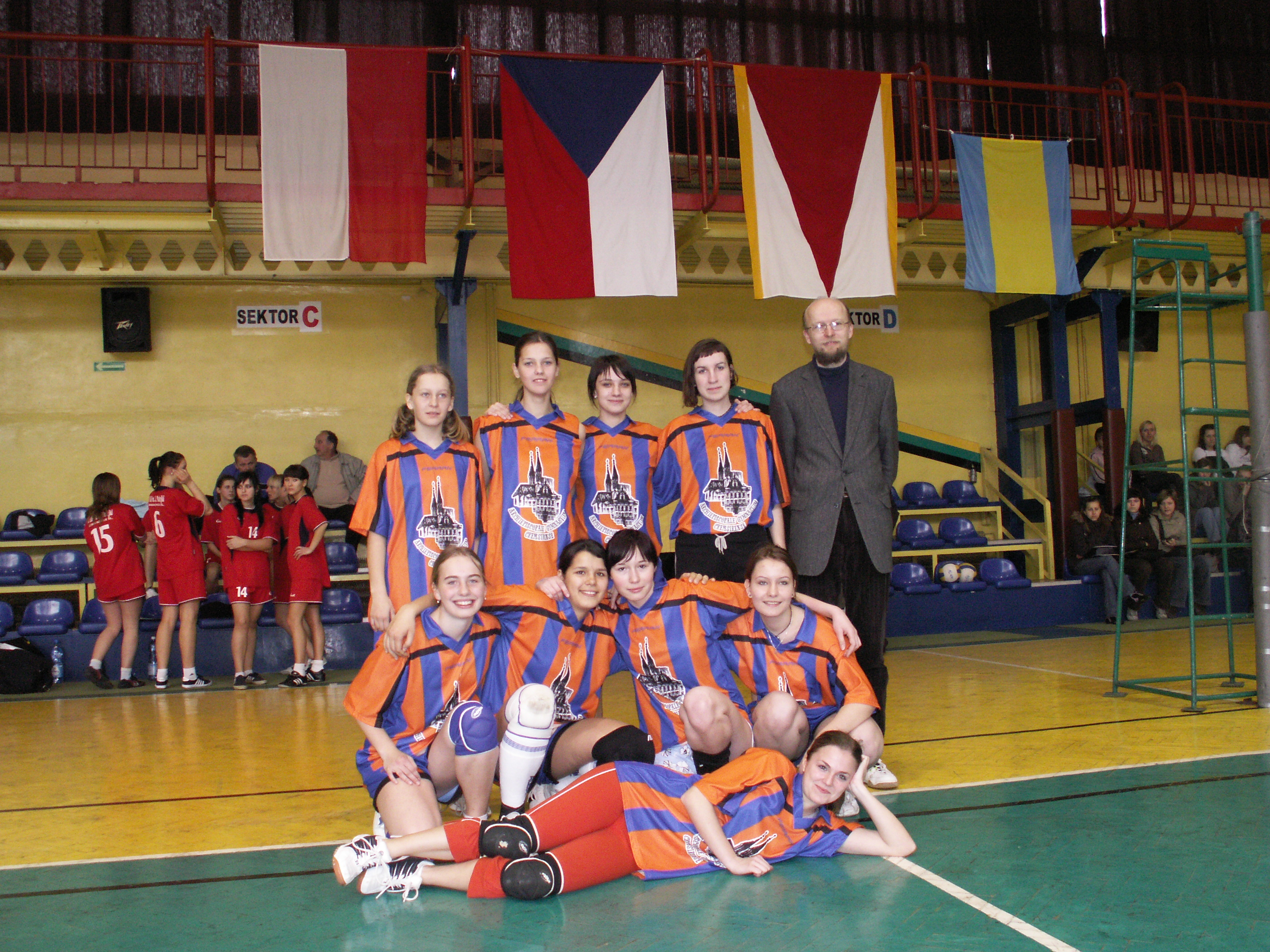
Volejbalová reprezentace AG Kroměříž na mezinárodním turnaji ve městě Piekary Śląskie v roce 2008, vpravo v saku stojí trenér družstva a tehdejší ředitel školy Štěpán Bekárek.

Škola se snaží poskytnout zejména ubytovaným studentům možnosti smysluplného vyžití v podobě různých sportovních a jiných kroužků. Družstva složená ze studentů se účastní řady středoškolských soutěží, olympiád a podobně.

## Významné osobnosti gymnázia
Arcibiskupské gymnázium je jedním ze vzdělávacích ústavů provozovaných Olomouckým arcibiskupstvím. Nejprve bylo určenou pouze pro vzdělávání a přípravu kněží, později se stalo přístupné i širší veřejnosti. Mezi absolventy gymnázia je mimo jiné 9 biskupů (7 katolických, včetně jednoho kardinála a dvou arcibiskupů; 1 pravoslavný, který je zároveň pravoslavnými považován za svatého, a jeden starokatolický) a jeden premiér Československa.

### Ředitelé AG
od 1991
- MUDr. František Stehlík
- P. František Petrík
- Ing. et Ing. Petr Kvapilík
- Mgr. Štěpán Bekárek
- Mgr. Jan Košárek (současně)

### Spirituálové
od 1991
- Jan Bobčík
- Jan Szkandera
- Antonín Hráček
- Pavel Stuška (2007–2013)
- Martin Sekanina (2013–2018)
- Petr Káňa (od 2018)